# 小行星21276
小行星21276（21276 Feller）是一颗绕太阳运转的小行星，为主小行星带小行星。该小行星于1996年10月8日发现。

## 轨道参数
小行星21276的轨道半长轴为2.2848329 UA，离心率为0.142。